# 松平忠彊
松平 忠彊（まつだいら ただかつ）は、江戸時代中期の上野国小幡藩の世嗣。別名は乙五郎。

## 略歴
安永5年（1776年）、2代藩主・松平忠福の三男として誕生。
寛政元年（1789年）、同母兄・忠房が早世したため代わって嫡子となり11代将軍・徳川家斉に初御目見した。しかし、官位の叙任はされなかった。寛政10年（1798年）、家督を継ぐことなく早世した。
代わって甥・忠恵（忠房の長男）が嫡子となった。

## 系譜
- 父：松平忠福（1743-1799）
- 母：松平資訓養女 - 松平資順の娘
- 正室：内藤信凭娘
- 生母不明の子女
  - 女子：於謹姫 - 大田原愛清正室